# Бернштейн, Игнац
Игнац (Игнаций) Бернштейн (пол. Ignacy Bernstein; 30 января 1836, Винница, Российская империя, территория Украины— 22 января 1909, Брюссель) — российско-еврейский фольклорист и лингвист, библиотекарь
, известный собиратель еврейских пословиц, один из соучредителей Главной иудейской библиотеки, действующей при Большой синагоге в Варшаве.

## Биография
Родился в богатой религиозной еврейской семье сахарных промышленников. Получил домашнее образование у частных репетиторов. Был одним из основателей общества «Lomdej Tora» (с иврита для изучающих Тору), которое поддерживало светское и религиозное образование бедной еврейской молодежи.
Самым большим увлечением Бернштейна был еврейский фольклор, особенно пословицы, которые он собирал на протяжении всей жизни. В 1900 году он напечатал « Каталог дел пресловутого содержания » в двух томах, а в 1908 году опубликовал свой труд под названием «Еврейские пословицы и идиомы» («Jüd. Sprichwörter u. Redensarten» (Варшава, 1908)), куда вошло 3993 еврейских пословицы с транскрипцией латинскими буквами, представляющие большую научную ценность. Дополнением к названной работе является сборник пословиц «Erotica et Rustica». 
И. Бернштейн собрал богатейшую библиотеку по фольклору, перешедшую после его смерти к Краковской академии наук.
Похоронен на еврейском кладбище в Варшаве.